# Adolf Nasz
Adolf Jan Nasz (ur. 6 sierpnia 1916 w Ustroniu, zm. 7 kwietnia 1973 we Wrocławiu) – polski etnograf i archeolog, docent Uniwersytetu Wrocławskiego, badacz tradycji kultury ludowej na Śląsku.

## Życiorys
W roku 1934 ukończył Gimnazjum im. A. Osuchowskiego w Cieszynie. W latach 1934–1939 studiował etnologię i archeologię na Uniwersytecie Jagiellońskim. Studia ukończył pisząc pracę magisterską pt. Prehistoryczne żarna na ziemiach polskich, jednak ze względu na wybuch wojny i okupację egzamin dyplomowy zdał dopiero w roku 1945. Rok później przeniósł się do Wrocławia i rozpoczął pracę na Uniwersytecie Wrocławskim. Początkowo zatrudniony był w tutejszym Zakładzie Prehistorii, był także kustoszem w Muzeum Archeologicznym noszącym wówczas nazwę Muzeum Prehistorycznego. Brał udział w badaniach archeologicznych na Ostrowie Tumskim we Wrocławiu, na Ostrówku w Opolu i w Sobótce. Od roku 1950 stale był związany z Katedrą Etnografii, a po jej podziale w roku 1960 został kierownikiem Katedry Etnografii Polskiej i pełnił tę funkcję do roku 1969. Od roku 1954 zatrudniony był na uniwersytecie na stanowisku docenta. W latach 1957–1969 wykładał również na Wyższej Szkole Pedagogicznej w Opolu. Współpracował też z Instytutem Śląskim. Od roku 1969 był wiceprezesem Polskiego Towarzystwa Ludoznawczego, a od roku 1970 prezesem jego oddziału wrocławskiego.

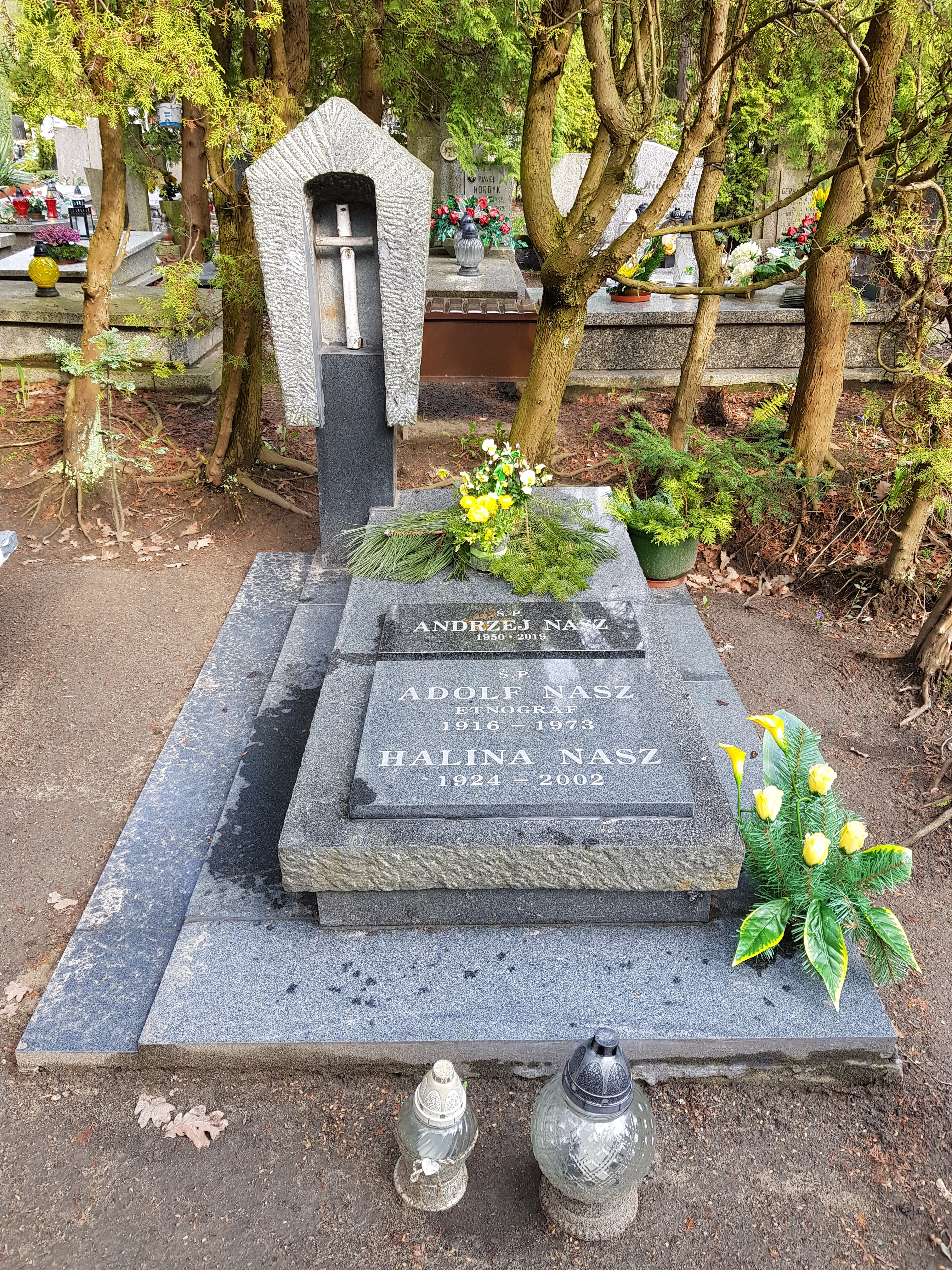
Grób Adolfa Nasza na Cmentarzu Grabiszyńskim we Wrocławiu

W pracy naukowej interesował się kulturą ludową Śląska, jego sztuką i rzemiosłem ludowym, łowiectwem, rybołówstwem i obrzędowością, a także przemianami kulturowo-społecznymi współczesnej wsi śląskiej. Do najważniejszych jego prac zalicza się: Z badań nad dolnośląską sztuką ludową (1960), Tradycyjna kultura wsi powiatu opolskiego i jej współczesne relikty (1969), Przemiany kulturowo-społeczne we wsi dolnośląskiej po drugiej wojnie światowej (1970).
Pochowany na Cmentarzu Grabiszyńskim we Wrocławiu.

## Odznaczenia
- Medal 10-lecia Polski Ludowej[2]